# سراپ اوزچلیک
سراپ اوزچلیک آراپوغلو (Serap Özçelik Arapoğlu؛ متولد ۱۸ فوریه ۱۹۸۸) یک کاراته‌کا اهل ترکیه است، که در دسته کومیته ۵۰–۵۳ کیلوگرم رقابت می‌کند. وی عنوان قهرمانی جهان را در سال ۲۰۱۴ و سه عنوان قهرمانی اروپا را در سال‌های ۲۰۱۱، ۲۰۱۲ و ۲۰۱۴ به دست آورد.
اوزچلیک در سال ۲۰۰۰ در ایوب استانبول کاراته را آموخت و در سال ۲۰۰۵ به عضویت تیم ملی درآمد. وی عضو باشگاه ورزشی EGO در آنکارا است. او به عنوان معلم تربیت بدنی در مدرسه ابتدایی یاشار دوغو در کاگیتانه، استانبول کار می‌کند.
وی در مسابقات جهانی ۲۰۱۳ که در کالی کلمبیا برگزار شد، در کومیته ۵۰ کیلوگرم زنان مدال طلا را از آن خود کرد. وی در بازی نهایی الکساندرا ریکیا از فرانسه را شکست داد.
المپیک توکیو ۲۰۲۰
سراپ در اولین دیدار خود به مساف سارا بهمنیار کاراته کای ایرانی رفت و در دیداری جذاب و تماشایی با نتیجه ۵ بر ۴ نتیجه را واگذار کرد تا از کسب مدال در المپیک باز بماند.